# Волиця (Бучанський район)
Воли́ця — село в Україні, у Бучанському районі Київської області. Село мале та  населення становить 34 особи. Входить до складу Бородянської селищної громади.

## Історія
Поселення виникло наприкінці 19 століття як фільварок Волицький. 1900 року вже мало сучасну назву. Належало поміщику графу Йосипу Адамовичу Шембеку і був частиною Бородянської маєтності.
У фільварку був 1 двір, мешкало 12 жителів. Поміщик той був сам із Польщі.
Він привіз із собою своїх людей, їхні нащадки залишились та досі проживають у селі.
У 2007 році в селі було 27 дворів, де проживало 26 осіб, з них 4 пережили Голодомор 1932-1933 років. Збереглися свідчення очевидців Голодомору, зокрема Федієнко П.М. (1940 року народження), про двох загиблих від голоду - Федієнків Савка та Степи.

## Населення

### Мова
Розподіл населення за рідною мовою за даними перепису 2001 року:
| Мова       | Кількість | Відсоток |
| ---------- | --------- | -------- |
| українська | 33        | 100%     |